# Тези
Тези — коротко сформульовані основні положення доповіді, лекції, статті тощо.
Тези — положення, які коротко викладають одну з основних думок лекції, доповіді тощо. Тези подаються у формі логічних суджень.
Тези поділяють на основні, прості та складні. Прості тези записують при першому ознайомленні з текстом (іноді їх записують у вигляді цитат). Основні тези часто створюються на основі простих, шляхом їх узагальнення, переробки й виключення окремих положень. Складні тези є комплексними — вони включають елементи як простих, так і основних тез.
Тези доповідей наукової конференції — науковий неперіодичний збірник, який містить опубліковані до початку конференції матеріали попереднього характеру (анотації, реферати доповідей і (або) повідомлень).